# Normas internacionais de contabilidade
As normas internacionais de contabilidade (em inglês: International Accounting Standard, IAS, hoje conhecidas como International Financial Reporting Standards, IFRS), traduzidas para o português brasileiro como "Normas Internacionais de Relatório Financeiro" e para o português de Portugal como "Normas Internacionais de Relato Financeiro", são um conjunto de pronunciamentos contábeis internacionais publicados e revisados (PB)/revistos (PE) pelo International Accounting Standards Board (IASB), ou "Conselho de Normas Internacionais de Contabilidade".
As normas IFRS foram adotadas (entre outros) pelos países da União Europeia pelo regulamento (CE) n.° 1725/2003 da Comissão Europeia, de 21 de setembro de 2003 (atualizado pelo Regulamento (CE) n.º 1126/2008) com o objetivo de harmonizar as demonstrações financeiras consolidadas publicadas pelas empresas abertas europeias. A iniciativa foi internacionalmente acolhida pela comunidade financeira.
Atualmente numerosos países tem projetos oficiais de convergência das normas contábeis (PB) / contabilísticas (PE) locais para as normas IFRS, inclusive o Brasil.

## Histórico
1973
O International Accounting Standards Committee (IASC) foi criado em 1973 pelos organismos profissionais de contabilidade de 10 países: Alemanha, Austrália, Canadá, Estados Unidos da América, França, Irlanda, Japão, México, Países baixos e Reino Unido. A nova entidade foi criada com o objetivo de formular e publicar de forma totalmente independente um novo padrão de normas contábeis internacionais que possa ser mundialmente aceito. O IASC foi criado como uma fundação independente sem fins lucrativos e com recursos próprios procedentes das contribuições de vários organismos internacionais assim como das principais firmas de auditoria.
Os primeiros pronunciamentos contábeis publicados pela IASC foram chamados de International Accounting Standard (IAS). Numerosas normas IAS ainda estão vigentes atualmente, apesar de terem sofrido alterações ao longo do tempo.
1997
Em 1997, o IASC criou o SIC (Standing Interpretations Committee) um comitê técnico dentro da estrutura do IASC responsável pela publicações de interpretações chamadas SIC cujo objetivo era responder as duvidas de interpretações dos usuários.
2001
Em 1 de abril de 2001, foi criado o International Accounting Standards Board (IASB) na estrutura do IASC que assumiu as responsabilidades técnicas do IASC. A criação do IASB teve objetivo de melhorar a estrutura técnica de formulação e validação dos novos pronunciamentos internacionais a serem emitidas pelo IASB com o novo nome de pronunciamentos IFRS (International Financial Reporting Standard). O novo nome que foi escolhido pelo IASB demonstrou a vontade do comitê de transformar progressivamente os pronunciamentos contábeis anteriores em novos padrões internacionalmente aceites de reporte financeiro com o fim de responder as expectativas crescentes dos usuários da informação financeira (analistas, investidores, instituições etc.). Dentre todos, o sistema alemão e canadense foram considerados os mais adequados, enquanto os sistemas inglês e americano como os que mais necessitam de adaptações.
Em dezembro do mesmo ano o nome do SIC (Standing Interpretations Committee), foi mudado para International Financial Reporting Interpretations Committee (IFRIC). O IFRIC passou portanto a ser responsável pela publicação a partir de 2002 de todas interpretações sobre o conjunto de normas internacionais.
2004
Em março de 2004, muitas das normas IAS/IFRS foram publicadas pelo IASB, incluindo a norma IFRS 1 que define os princípios a serem respeitados pelas empresas no processo de conversão e primeira publicação de demonstrações financeiras em IFRS.
2005
Desde 1 de janeiro de 2005, todos as empresas europeias abertas passam adotar obrigatoriamente as normas IFRS para publicarem suas demonstrações financeiras consolidadas.
2008
Em 31 de dezembro de 2008 encerra-se o prazo do período de adaptação.
2009
Entrada em vigor das normas e padrões do IFRS, tornando-se obrigatória para todas empresas de capital aberto e as de capital fechado de médio e grande portes. Os bancos podem passar a exigir as demonstrações financeiras de acordo com o novo padrão.

## Estrutura
Os IFRS são compostos por:
- International Financial Reporting Standards (IFRS) — normas publicadas depois de 2001
- International Accounting Standards (IAS) — normas publicada antes de 2001
- Interpretations originated from the International Financial Reporting Interpretations Committee (IFRIC) — interpretações do International Financial Reporting Interpretations Committee
- Standing Interpretations Committee (SIC) — publicadas antes de 2001
- Framework for the Preparation and Presentation of Financial Statements (1989)

Todos os pronunciamentos internacionais são publicados pelo International Accounting Standards Board em língua inglesa.

### "Framework"
A estrutura conceitual (PB) / conceptual (PE) de preparação e apresentação das demonstrações financeiras internacionais é detalhada no "framework" ("Framework for the preparation and presentation of Financial Statements").
O "framework" não é uma norma internacional de contabilidade. O texto é uma descrição dos conceitos básicos que devem ser respeitados na preparação e apresentação das demonstrações financeiras internacionais. Ele define o espírito intrínseco das normas internacionais, a filosofia geral das normas e tem também como objetivo ajudar a diretoria do IASB no desenvolvimento e interpretação das normas internacionais de contabilidade, os usuários na elaboração das demonstrações financeiras e, os auditores na formação de uma opinião de auditoria. Em caso de conflito entre qualquer norma internacional e o “framework”, as exigências da norma internacional prevalecem sobre as do “framework”. Os pressupostos básicos podem ser regime de competência e continuidade.

## Objetivos
O principal objetivo das demonstrações financeiras em IFRS é dar informações sobre a posição financeira, os resultados e as mudanças na posição financeira de uma entidade, que sejam úteis a um grande número de usuários (PB) / utilizadores (PE)  (investidores, empregados, fornecedores, clientes, instituições financeiras ou governamentais, agências de notação e público) em suas tomadas de decisão.
Assim, os elementos das demonstrações financeiras (balanço patrimonial, demonstração de resultado, demonstração dos fluxos de caixa, informações por segmento de negócio e as notas e as divulgações) podem alcançar características qualitativas das demonstrações financeiras em IFRS, como
- Compreensibilidade
- Relevância
- Confiabilidade
- Comparabilidade

## Lista das normas
| N°     | Original                                                                  | Tradução                                                                                | Emissão           | Notas |
| ------ | ------------------------------------------------------------------------- | --------------------------------------------------------------------------------------- | ----------------- | --- |
| IFRS 1 | "First-time Adoption of International Financial Reporting Standards"      | "Adoção pela Primeira Vez das Normas Internacionais de Relatório Financeiro"            | junho de 2003     | Revisada em 11/08, entrada em vigor em 1/07/09 |
| IFRS 2 | "Share-based Payment"                                                     | "Pagamento baseado em ações"                                                            | fevereiro de 2004 | |
| IFRS 3 | "Business Combinations"                                                   | "Combinações de negócios"                                                               | janeiro de 2008   | IAS22 - "Contabilização de Combinações de Entidades" (abril/1983) |
| IFRS 4 | "Insurance Contracts"                                                     | "Contratos de seguro"                                                                   | março de 2004     | ver SIC-27 - Avaliação da Essência de Transações Envolvendo a Forma Legal de um Arrendamento |
| IFRS 5 | "Non-current Assets Held for Sale and Discontinued Operations"            | "Ativos Não-circulantes Mantidos para Venda e Operações Descontinuadas"                 | março de 2004     | Substituiu a IAS 35 - Operações em descontinuidade |
| IFRS 6 | "Exploration for and Evaluation of Mineral Resources"                     | "Exploração e Avaliação de Recursos Minerais"                                           | dezembro de 2004  | |
| IFRS 7 | "Financial Instruments: Disclosures"                                      | "Instrumentos financeiros: Divulgações"                                                 | agosto de 2005    | Substituiu a IAS 30 - Divulgações nas Demonstrações Financeiras de Bancos e Instituições Financeiras Similares                                                                                   |
| IFRS 8 | "Operating Segments"                                                      | "Segmentos operacionais                                                                 | novembro de 2006  | Substitui a IAS 14 - Relatórios por segmento |
| IFRS 9 | "Financial Instruments"                                                   | "Instrumentos financeiros"                                                              | novembro de 2009  | Substitui a IAS 39 a partir de 1 de janeiro de 2013 (aplicação antecipada permitida) |
| IAS 1  | "Presentation of Financial Statements"                                    | "Apresentação das demonstrações financeiras"                                            | setembro de 1997  | Substitui a IAS 1(Divulgação das Políticas Contábeis), IAS 5 (Informações a serem divulgadas nas Demonstrações Financeiras) e IAS 13 (Apresentação de Ativos Circulantes e Passivos Circulantes) |
| IAS 2  | "Inventories"                                                             | "Estoques"                                                                              | dezembro de 1993  | Substitui a IAS 2 (avaliação e Apresentação de Estoques no Contexto do Sistema de Custo Histórico)                                                                                               |
| IAS 7  | "Cash Flow Statements"                                                    | "Demonstração dos fluxos de caixa"                                                      | dezembro de 1992  | Substitui a IAS 7 - Demonstração das Origens e Aplicações de Recursos |
| IAS 8  | "Accounting Policies, Changes in Accounting Estimates and Errors"         | "Políticas Contábeis,Mudanças nas Estimativas Contábeis e Erros"                        | dezembro de 1993  | Revisada em dezembro de 2003 |
| IAS 10 | "Events after the Balance Sheet Date"                                     | "Eventos após o Período de Relatório"                                                   | maio de 1999      | Revisada em dezembro de 2003 |
| IAS 11 | "Construction Contracts"                                                  | "Contratos de construção"                                                               | dezembro de 1993  | |
| IAS 12 | "Income Taxes"                                                            | "Imposto sobre a Renda"                                                                 | outubro de 1996   | |
| IAS 16 | "Property, Plant and Equipment"                                           | "Imobilizado"                                                                           | dezembro de 1993  | Revisada em dezembro de 2003 |
| IAS 17 | "Leases"                                                                  | "Arrendamentos"                                                                         | dezembro de 1997  | Revisada em dezembro de 2003 |
| IAS 18 | "Revenue"                                                                 | "Receita"                                                                               | dezembro de 1993  | |
| IAS 19 | "Employee Benefits"                                                       | "Benefícios aos empregados"                                                             | fevereiro de 1998 | |
| IAS 20 | Accounting for Government Grants and Disclosure of Government Assistance" | "Contabilização de Subvenções Governamentais e Divulgação de Assistência Governamental" | abril de 1983     | reformatada em 1994 |
| IAS 21 | "The Effects of Changes in Foreign Exchange Rates"                        | "Os Efeitos das Mudanças nas Taxas de Câmbio"                                           | dezembro de 1993  | |
| IAS 23 | "Borrowing Costs"                                                         | "Custos de Empréstimos"                                                                 | dezembro de 1993  | Revisada em março de 2007 |
| IAS 24 | "Related Party Disclosures"                                               | "Divulgações sobre Partes Relacionadas"                                                 | julho de 1984     | Reformatada em 1994 |
| IAS 26 | "Accounting and Reporting by Retirement Benefit Plans"                    | "Contabilização e Relatórios Financeiros de Planos de Benefícios de Aposentadoria"      | janeiro de 1987   | reformatada em 1994 |
| IAS 27 | "Consolidated and Separate Financial Statements"                          | "Demonstrações Financeiras Consolidadas e Separadas"                                    | abril de 1989     | Reformatada em 1994 |
| IAS 28 | "Investments in Associates"                                               | "Investimentos em Coligadas"                                                            | abril de 1989     | Reformatada em 1994 e revisada em dezembro de 2003 |
| IAS 29 | "Financial Reporting in Hyperinflationary Economies"                      | "Relatórios financeiros em Economias Hiperinflacionárias"                               | julho de 1989     | Reformatada em 1994 |
| IAS 31 | "Interests in Joint Ventures"                                             | "Participações em Empreendimentos em Conjunto (Joint Ventures)"                         | dezembro de 1990  | Reformatada em 1994, revisada em dezembro de 2003 |
| IAS 32 | "Financial Instruments: Disclosure and Presentation"                      | "Instrumentos Financeiros: Apresentação"                                                | junho de 1995     | Revisada em dezembro de 2003 |
| IAS 33 | "Earnings per Share"                                                      | "Lucro por ação"                                                                        | fevereiro de 1997 | Revisada em dezembro de 2003 |
| IAS 34 | "Interim Financial Reporting"                                             | "Relatório financeiro intermediário"                                                    | fevereiro de 1998 | |
| IAS 36 | "Impairment of Assets"                                                    | "Redução ao Valor Recuperável de Ativos"                                                | junho de 1998     | Revisada em março de 2004 |
| IAS 37 | "Provisions, Contingent Liabilities and Contingent Assets"                | "Provisões, Passivos Contingentes e Ativos Contingentes"                                | setembro de 1998  | |
| IAS 38 | "Intangible Assets"                                                       | "Ativos Intangíveis"                                                                    | setembro de 1998  | Revisada em março de 2004 |
| IAS 39 | "Financial Instruments: Recognition and Measurement"                      | "Instrumentos Financeiros: Reconhecimento e Mensuração"                                 | março de 1999     | Revisado em dezembro de 2003 |
| IAS 40 | "Investment Property"                                                     | "Propriedades para investimento"                                                        | abril de 2000     | Revisada em dezembro de 2003 |
| IAS 41 | "Agriculture"                                                             | "Agricultura"                                                                           | fevereiro de 2001 | |

Fonte: Normas internacionais de Relatório Financeiro - IFRS - 2010 - Parte A - IBRACON e International Accounting Standards Committee Foundation - ISBN 978-85-89324-10-6

## Adaptações dos IFRS

### Brasil
Em aplicação da nova Lei das SAs 11.638/07, as normas IFRS estão sendo atualmente adaptadas pelo Comitê de Pronunciamentos Contábeis (CPC) e incluídas nas práticas contábeis brasileiras pela Comissão de Valores Mobiliários (CVM), Conselho Federal de Contabilidade (CFC), pela Superintendência de Seguros Privados (SUSEP) e agencias reguladoras (ANEEL).
A Comissão de Valores Mobiliários (CVM) confirmou, no dia 13 de julho de 2007, que a partir de 2010 as companhias abertas brasileiras adotarão obrigatoriamente as normas internacionais definidas pelo Conselho de Normas Internacionais de Contabilidade (IASB) em suas demonstrações contábeis financeiras. A regra foi acatada pela Instrução CVM nº 457, que permaneceu em audiência pública por cerca de dois meses.
Devido às alterações da Lei 11.638/07 o CPC emitiu Pronunciamentos e Orientações Técnicas que já foram aprovados ou estão em audiência pública. São estes:
| Número  | Descrição CPC                                                                  |
| ------- | ------------------------------------------------------------------------------ |
| CPC 001 | Redução ao valor recuperável de ativo                                          |
| CPC 002 | Efeito das mudanças nas taxas de câmbio e conversão de demonstrações contábeis |
| CPC 003 | Demonstração de fluxo de caixa                                                 |
| CPC 004 | Ativo intangível                                                               |
| CPC 005 | Divulgação sobre partes relacionadas                                           |
| CPC 006 | Operações de arrendamento mercantil                                            |
| CPC 007 | Subvenção e assistência governamentais                                         |
| CPC 008 | Custos de transação e prêmios na emissão de títulos e valores mobiliários      |
| CPC 009 | Demonstração de valor adicionado                                               |
| CPC 010 | Pagamento baseado em ações                                                     |
| CPC 011 | Contratos de seguro                                                            |
| CPC 012 | Ajuste a valor presente                                                        |
| CPC 013 | Adoção inicial da lei 11.638/07 e da medida provisória 449/08                  |
| CPC 014 | Instrumentos financeiros: reconhecimento, mensuração e evidenciação            |
| CPC 015 | Combinação de negócios                                                         |
| CPC 016 | Estoques                                                                       |
| CPC 017 | Contratos de construção                                                        |
| CPC 018 | Investimento em coligada e em controlada                                       |
| CPC 019 | Investimento em empreendimento controlado em conjunto (joint venture)          |
| CPC 020 | Custos de empréstimos                                                          |
| CPC 021 | Demonstração intermediária                                                     |
| CPC 022 | Informações por segmento                                                       |
| CPC 023 | Políticas contábeis, mudança de estimativa e retificação de erro               |
| CPC 024 | Evento subsequente                                                             |
| CPC 025 | Provisões, passivos contingentes e ativos contingentes                         |
| CPC 026 | Apresentação das demonstrações contábeis                                       |
| CPC 027 | Ativo imobilizado                                                              |
| CPC 028 | Propriedade por investimento                                                   |
| CPC 029 | Ativo biológico e produto agrícola                                             |
| CPC 030 | Receitas                                                                       |
| CPC 031 | Ativo não circulante mantido para venda e operação descontinuada               |
| CPC 032 | Tributos sobre o lucro                                                         |
| CPC 033 | Benefícios a empregados                                                        |
| CPC 034 |                                                                                |
| CPC 035 | Demonstrações separadas                                                        |
| CPC 036 | Demonstrações consolidadas                                                     |
| CPC 037 | Adoção inicial das normas internacionais de contabilidade                      |
| CPC 038 | Instrumentos financeiros: reconhecimento e mensuração                          |
| CPC 039 | Instrumentos financeiros: apresentação                                         |
| CPC 040 | Instrumentos financeiros: evidenciação                                         |
| CPC 041 | Resultado por ação                                                             |
| CPC 042 |                                                                                |
| CPC 043 | Adoção inicial dos pronunciamentos técnicos CPC 15 a 41                        |

### Portugal
Portugal é membro da União Europeia. O regulamento (CE) n.° 1725/2003 da Comissão Europeia, de 21 de Setembro de 2003 adoptou as normas internacionais de contabilidade (atualizado pelo Regulamento (CE) N.o 1126/2008).
As normas contabilísticas pertencem ao conjunto de normas do actual Sistema de Normalização Contabilístico Português (SNC) e tem como base as normas internacionais de contabilidade. O SNC entrou em vigor em 1 de Janeiro de 2010 e substituiu o anterior normativo designado por POC (Plano oficial de Contabilidade). O POC era complementado por Directrizes Contabilisticas (DC), sendo que as locações (leasings) eram reguladas pela DC25.